# Werner Boote

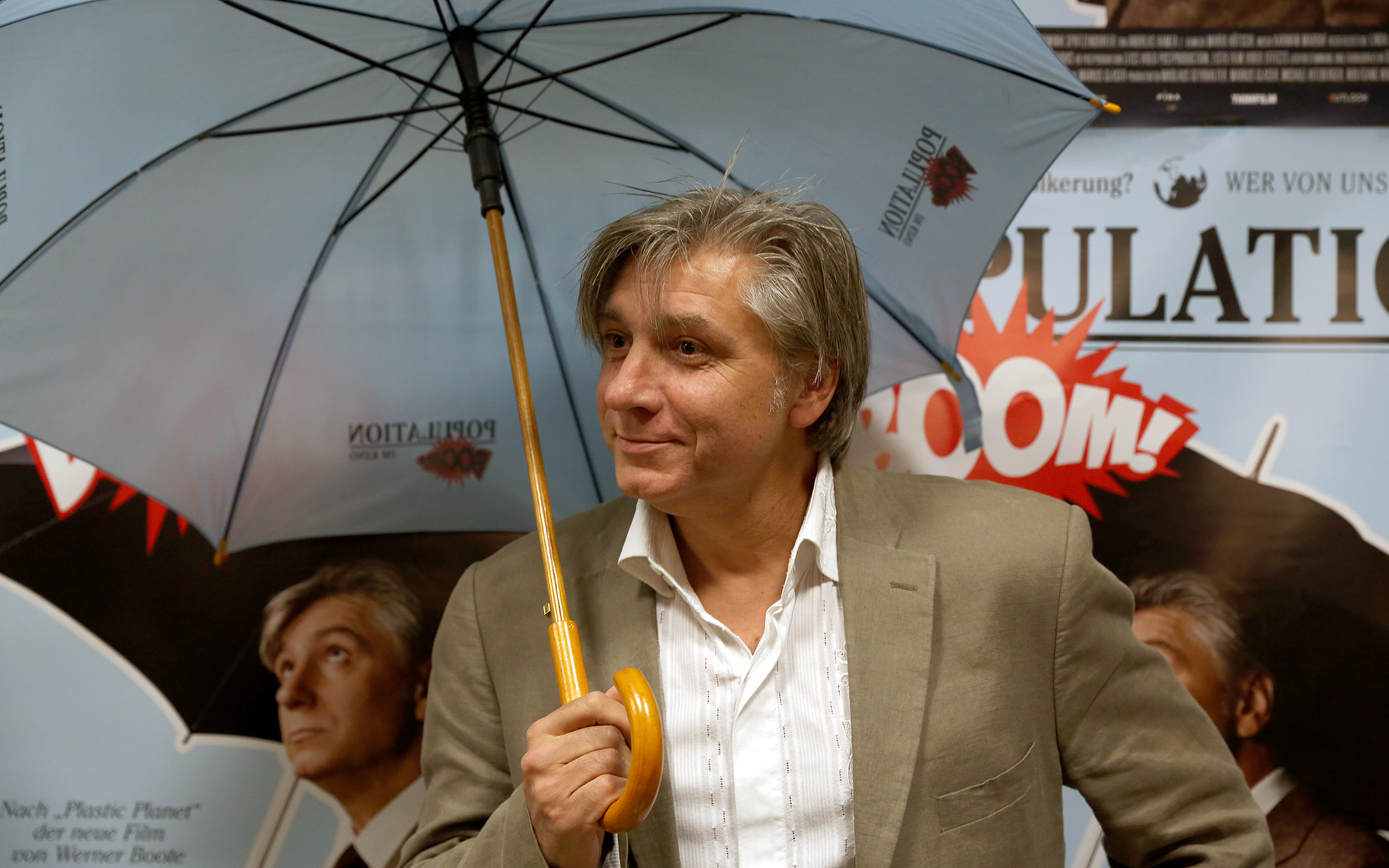
Boote bei der Wien-Premiere von Population Boom (Gartenbaukino 2013)

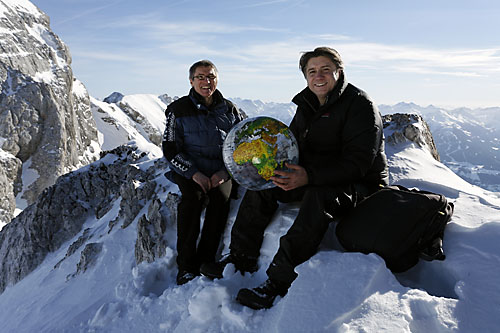
Boote (r.) während der Dreharbeiten zu Plastic Planet (Dachsteingebiet 2008)

Werner Boote (* 2. Juni 1965 in Wien) ist ein österreichischer Filmregisseur.

## Leben
Boote studierte nach der Matura Theaterwissenschaft, Publizistik und Soziologie an der Universität Wien, dann Regie in der Abteilung Film und Fernsehen der Wiener Akademie für Musik und darstellende Kunst.
Von 1993 bis 2002 lebte und arbeitete er in Amsterdam und seitdem in Wien.

## Filme
Durch seinen Film Kurt Rydl – Der Gladiator (2003) konnte sich Boote einen Namen machen: Der Film vertrat den ORF bei den Emmy Awards und war bei der FIPA Biarritz für den europäischen Filmpreis nominiert.
Seit 1993 dreht Boote Filme, die vor allem im Musikbereich angesiedelt sind., z. B. Anouk – Sacrifice (1999), für den er den The Music Factory (TMF)-Award erhielt, sowie Andrea Bocelli – Cieli di Toscana (2002) oder die Filme seiner Reihe Opera Quest ("Opernsuche") wie Der Fliegende Holländer – Feuer und Eis, der die Anerkennung Best Of INPUT erhielt und Parsifal – Richard Wagner und Indiana Jones (2005). 1996 drehte er die Politdokumentation Südtirol – Alto Adige.
Boote erhielt zahlreiche Auszeichnungen, darunter zwei Mal den Delphin in Frankreich, den Best Tourism Film of the World, das Certificate For Creative Excellence beim US-Filmfestival und World Medals beim New-York-Filmfestival.
Als "Second-Unit-Regisseur" spezialisierte er sich auf Stunt- und Massenszenen mit bis zu 26.000 Statisten, beispielsweise beim Bibel-Epos Die zehn Gebote von Robert Dornhelm.
2009 präsentierte Boote den Kinodokumentarfilm Plastic Planet (mit Neue-Sentimental-Film und Oscar-Preisträger ARSAM (Die Reise der Pinguine)) über die Gefahren synthetischer Kunststoffe in ihren verschiedensten Formen und ihrer weltweiten Verbreitung, an dem er rund zehn Jahre gearbeitet hatte. Für diesen Film erhielt er 2010 den Umweltmedienpreis der Deutschen Umwelthilfe in der Kategorie Film. 2013 kam die Dokumentation Population Boom in die Kinos: In ihr geht Boote der Frage nach, ob die Überbevölkerung, also die Annahme, es gäbe jetzt oder in naher Zukunft zu viele Menschen auf der Erde, eine reale Gefahr darstellt oder nicht vielmehr eine Frage der Verteilungsgerechtigkeit ist. 
Im Dezember 2015 kam sein Dokumentarfilm Alles unter Kontrolle in die österreichischen Kinos. In diesem Film thematisiert er die allgegenwärtige digitale Überwachung und spricht mit Experten sowie Gegnern über dieses Thema. Wie schon in den beiden oben genannten Filmen reist er dafür zu bedeutenden Schauplätzen um die Welt.
Bootes Film Die grüne Lüge, den er gemeinsam mit Kathrin Hartmann drehte, startete am 9. März 2018 in Österreich und am 22. März 2018 in Deutschland. Uraufgeführt wurde der Film auf der Berlinale 2018. Darin wird der Versuch der Lebensmittelkonzerne, Produkte „grüner“ erscheinen zu lassen als sie sind, beleuchtet (Greenwashing).